# Lago del Diavolo
 Il Lago del Diavolo è un bacino alpino artificiale situato nel comune di Carona (provincia di Bergamo), nelle Alpi Orobie, alla quota di 2142 m. Deve il suo nome al vicino Pizzo del Diavolo.
Per raggiungerlo la via più breve parte da Carona, e segue il tracciato per il Rifugio Longo. Una volta raggiunto il rifugio, si continua lungo la mulattiera e in breve si arriva sulla sommità della diga. Dal lago poi si può proseguire in direzione Nord verso il Passo di Cigola e il Monte Aga, oppure in direzione Sud verso il Passo della Selletta e il Rifugio Calvi.
Il Pizzo di Cigola e il Monte Aga gli fanno da cornice. In particolare quest'ultimo si erge strapiombante sul lago, donando grande effetto scenico allo specchio d'acqua.
Le sue acque, come quelle di altri bacini vicini, vengono convogliate nel Lago di Sardegnana.

## Galleria d'immagini

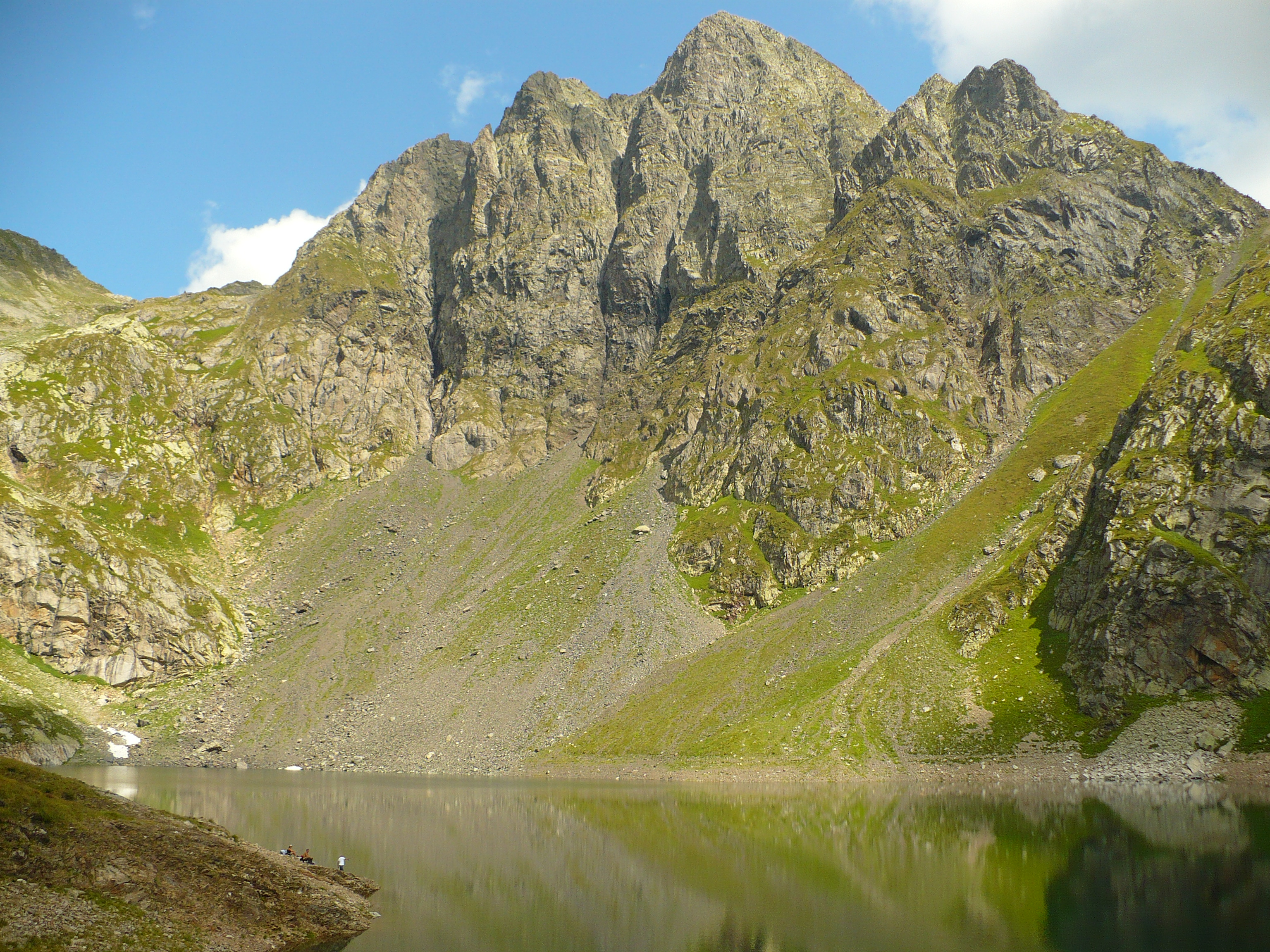
Il Monte Aga svetta sul Lago del Diavolo
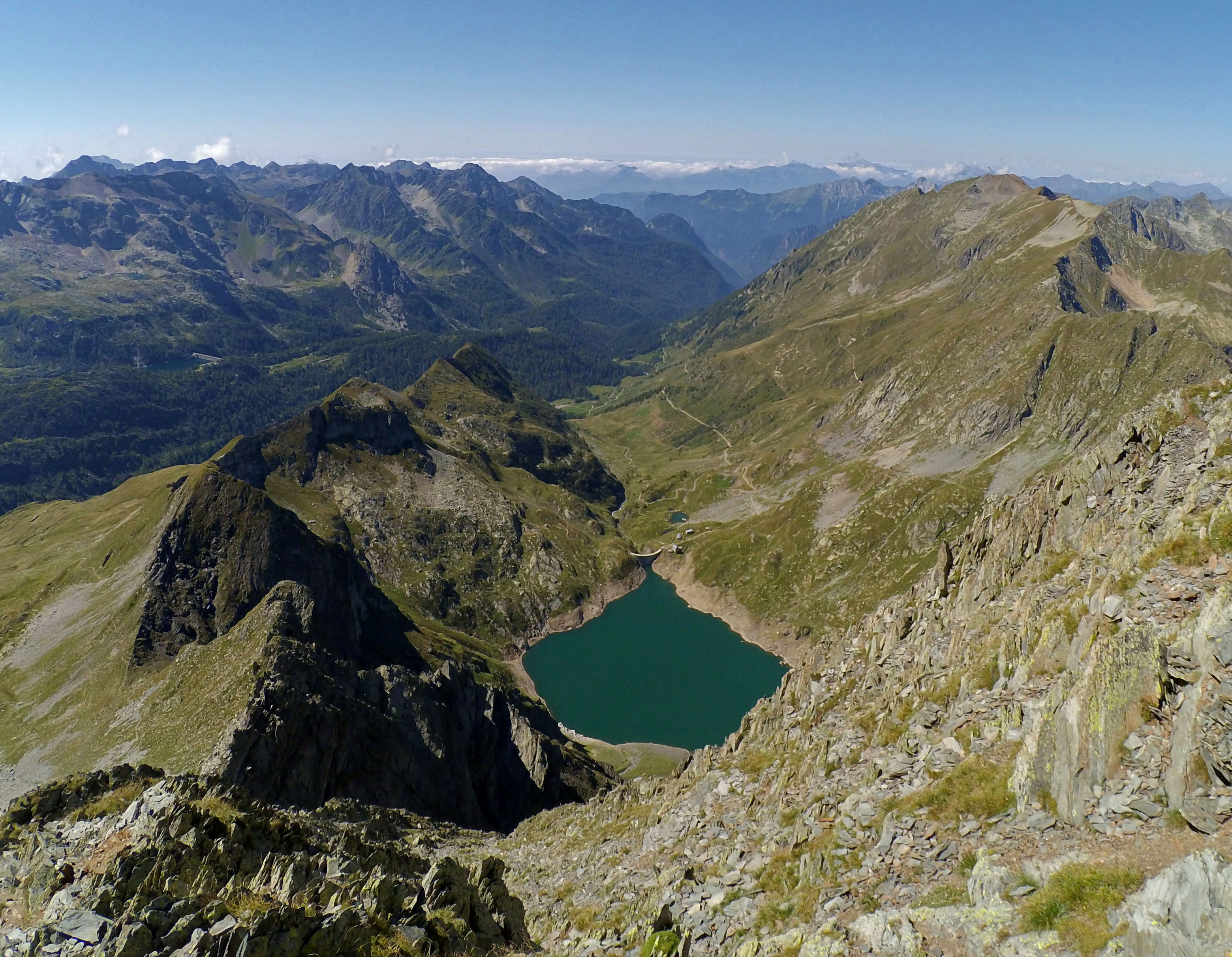
Il lago visto dalla vetta del Monte Aga
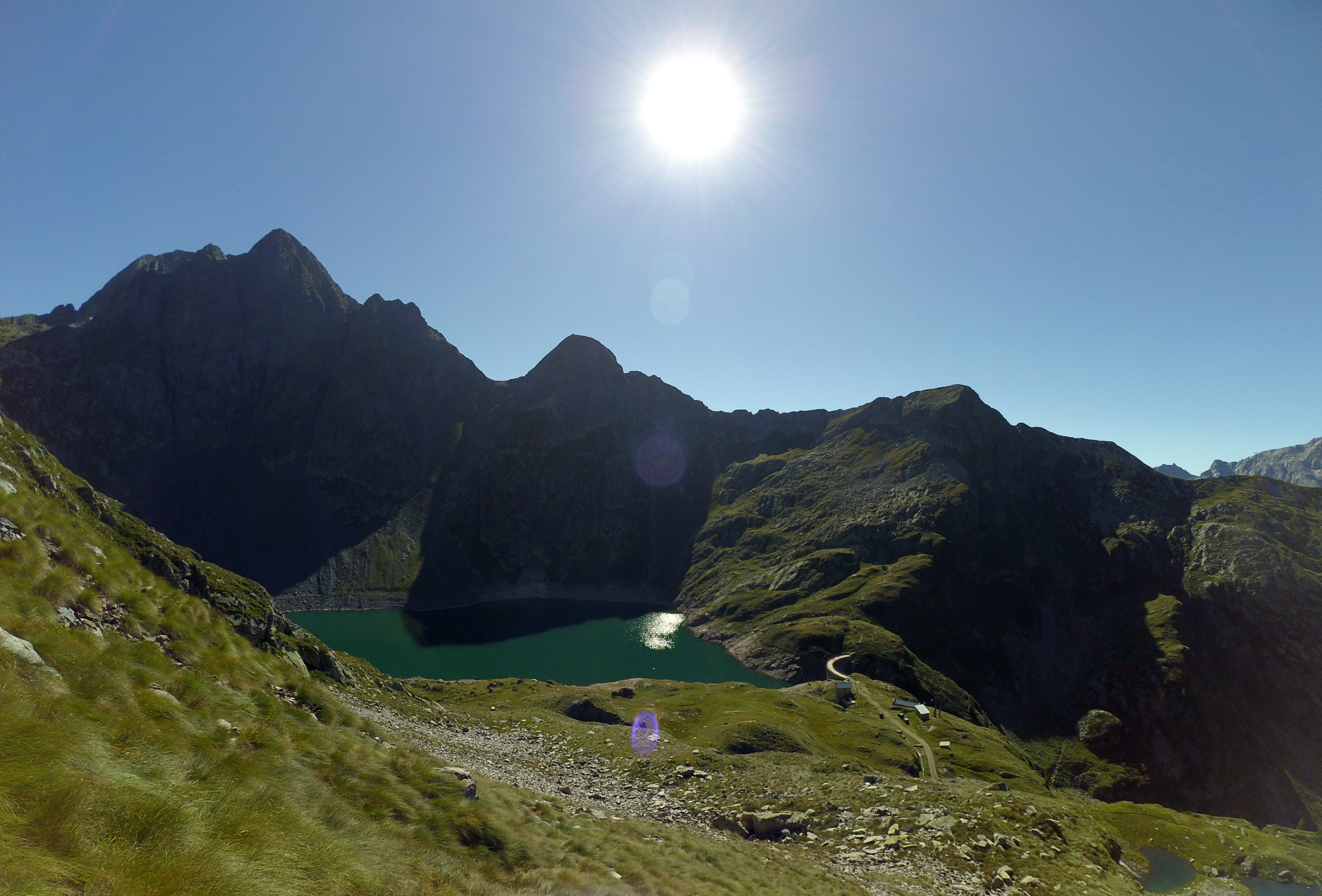
Il lago e il Monte Aga dal sentiero per il Passo Cigola
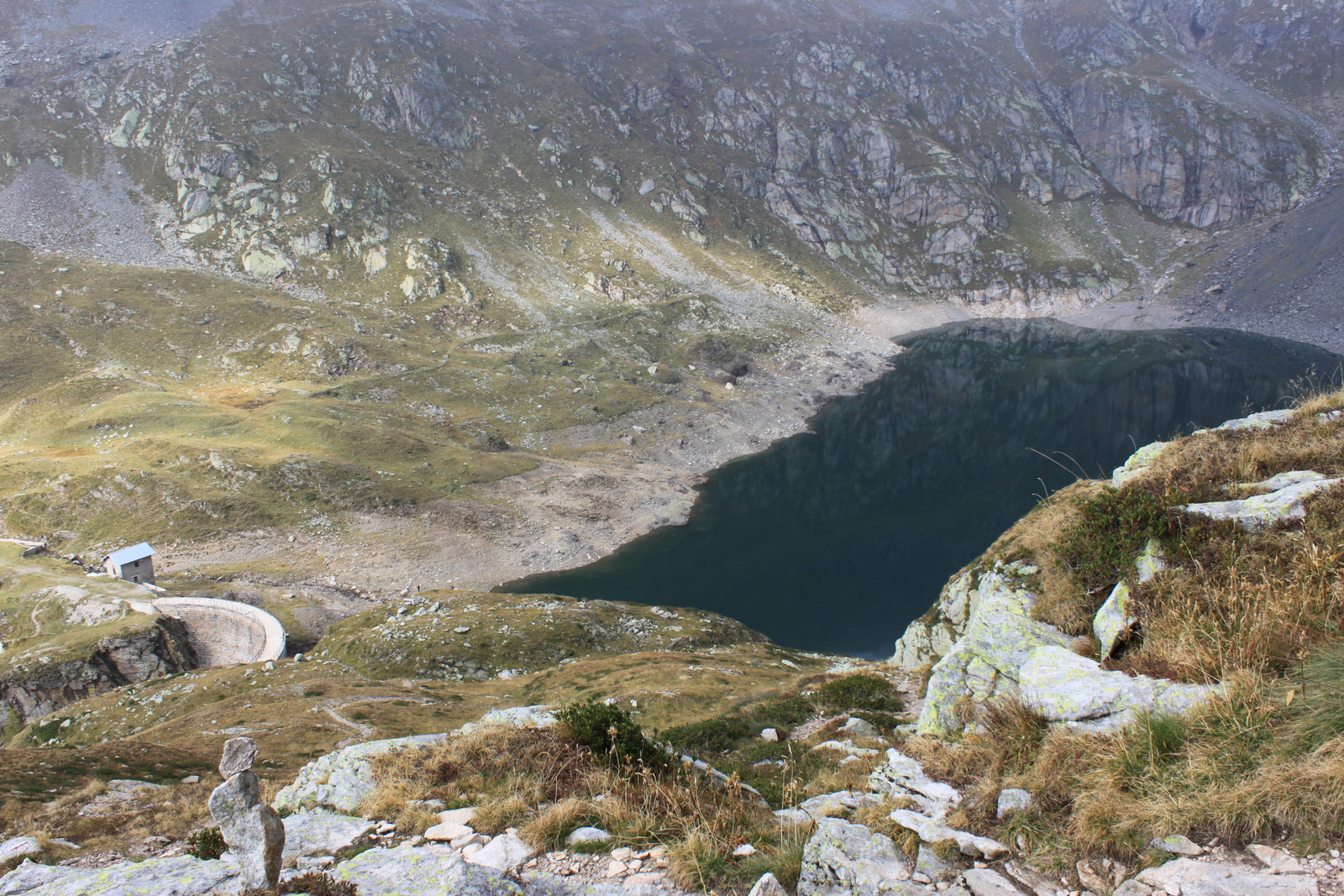
La diga e il lago del Diavolo dal sentiero per il Passo della Selletta
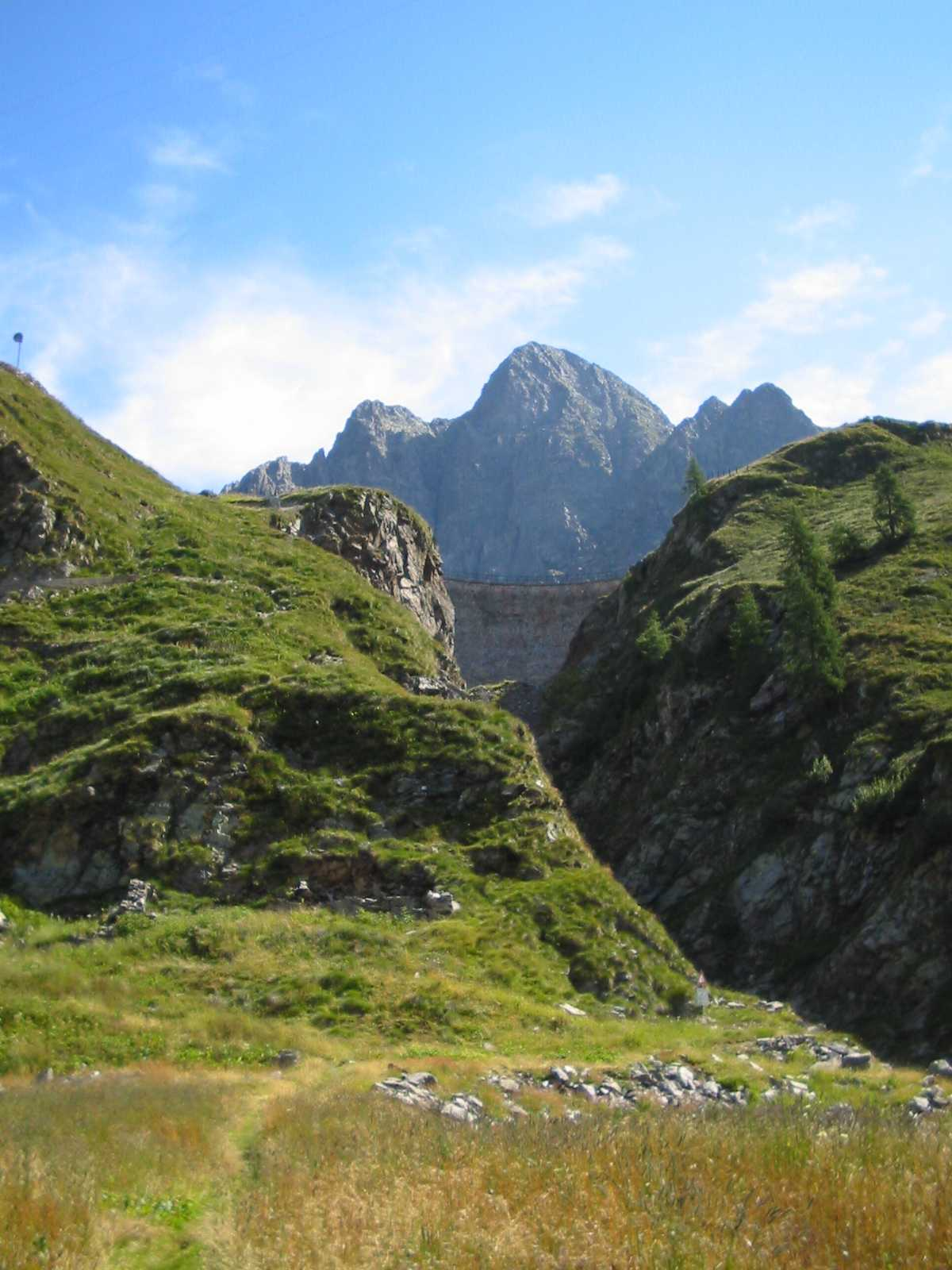
La diga e il monte Aga visti dal sentiero che proviene dal Rifugio Longo
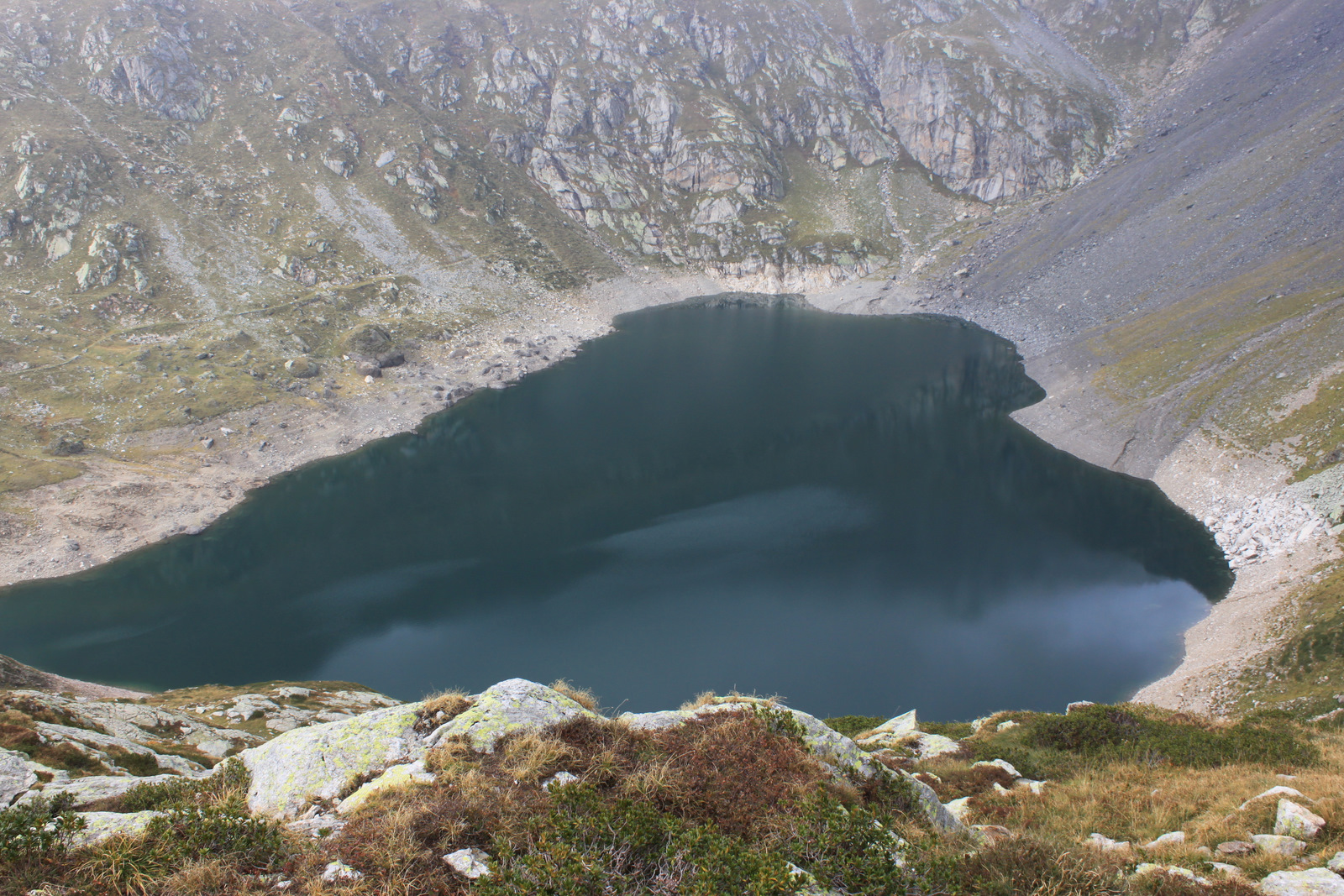
Lago del Diavolo